# 447682 Rambaldi
447682 Rambaldi è un asteroide della fascia principale. Scoperto nel 2007, presenta un'orbita caratterizzata da un semiasse maggiore pari a 3,0484107 au e da un'eccentricità di 0,0744579, inclinata di 11,60973° rispetto all'eclittica.